# Rezerwat przyrody „Bolszechiechcyrskij”
Rezerwat przyrody „Bolszechiechcyrskij” (ros. Государственный природный заповедник «Большехехцирский») – ścisły rezerwat przyrody (zapowiednik) w Kraju Chabarowskim w Rosji. Znajduje się w rejonach chabarowskim i imienia Łazo. Jego obszar wynosi 453,4 km², a strefa ochronna 120 km². Rezerwat został utworzony decyzją rządu Rosyjskiej Federacyjnej Socjalistycznej Republiki Radzieckiej z dnia 3 października 1963 roku. Dyrekcja rezerwatu znajduje się w miejscowości Byczicha.

Pasmo Bolszoj Chiechcyr

## Opis
Rezerwat obejmuje prawie całe, niewysokie (do 950 m n.p.m.) pasmo górskie Bolszoj Chiechcyr na południe od Chabarowska. Od zachodu graniczy z Chińską Republiką Ludową (granicą jest tu rzeka Ussuri). Od wschodu ogranicza go linia Kolei Transsyberyjskiej, a od południa rzeka Czirka.
Klimat monsunowy. Najcieplejszym miesiącem jest lipiec. Jego średnia temperatura wynosi +20 °C. Najzimniejszym miesiącem jest styczeń (średnia temperatura -22 °C).

## Flora
90 procent powierzchni zajmują lasy. Wśród drzew iglastych dominuje świerk ajański, sosna koreańska i modrzew dahurski, wśród drzew liściastych przeważa brzoza z gatunku Betula lanata, brzoza żeberkowana, brzoza z gatunku Betula mandshurica, maackia amurensis, dąb mongolski i jesion mandżurski. Do wysokości 500 m n.p.m. dominują lasy liściaste, powyżej tajga ciemna.
W jeziorach rezerwatu występuje rzadka roślina wodna – płoczyniec, a także przedstawiciele rodziny storczykowatych takie jak m.in.: storczyk z gatunku Gastrodia elata, obuwik pospolity, obuwik wielkopłatkowy, pogonia z gatunku Pogonia japonica. W sumie w rezerwacie występuje 1057 gatunków roślin naczyniowych, z czego 55 to gatunki rzadkie.

## Fauna
W rezerwacie żyją 53 gatunki ssaków, w tym wpisane do Czerwonej księgi gatunków zagrożonych IUCN takie jak m.in.: tygrys syberyjski, niedźwiedź himalajski czy piżmowiec syberyjski. Żyją tu też m.in.:  łoś euroazjatycki, niedźwiedź brunatny, ryś euroazjatycki, wilk szary, polatucha syberyjska, kotek bengalski, dzik euroazjatycki, łasica syberyjska, bóbr kanadyjski, jeleń szlachetny, soból tajgowy, jenot azjatycki.
W rezerwacie występuje wiele gatunków ptaków, w tym tak rzadkie jak np.: bocian czarnodzioby, bocian czarny, mandarynka, bielik i rybołów. 
Żyje tu 6 gatunków płazów i 8 gatunków gadów, m.in.: żółwiak chiński, zaskroniec japoński, połoz amurski, połozy z gatunku Elaphe dione i Oocatochus rufodorsatus, grzechotniki z gatunku Gloydius ussuriensis i Gloydius saxatilis.